# Glinje (Braslovče, Slovenija)
Glinje je naselje u slovenskoj Općini Braslovči. Glinje se nalazi u pokrajini Štajerskoj i statističkoj regiji Savinjskoj. 

## Stanovništvo
Prema popisu stanovništva iz 2002. godine naselje je imalo 41 stanovnika.